# Франц Шмит (композитор)
Франц Шмит, такође потписан и као Ференц Шмит (Позоњ, 22. децембар 1874 — Беч, 11. фебруар 1939) био је аустроугарски композитор, виолончелиста и пијаниста.

## Младост и образовање
Шмит је рођен у Позоњу/Пресбургу, у мађарском делу Аустроугарске (данас Братислава, Словачка) од оца полумађара – истог имена, рођеног у истом граду – и мајке Мађарице Марије Равас. Био је римокатолик по вероисповести.
Његов најранији учитељ била је његова мајка Марија, врсна пијанисткиња, која му је дала систематска упутства у клавијатурним делима Ј. С. Баха. Добио је теоретску основу од Фелицијана Јозефа Мочика, оргуљаша у фрањевачкој цркви у Пресбургу. Кратко је учио клавир код Теодора Лешетицког. Са породицом се преселио у Беч 1888. године, где је студирао на Бечком конзерваторијуму: Композицију је учио код Роберта Фукса, виолончело код Фердинанда Хелмесбергера и неколико часова контрапункта код Антона Брукнера, који је тада већ био тешко болестан. Франц Шмит је дипломирао „са одличним” 1896. године.

## Каријера
Добио је место виолончелисте у оркестру Бечке дворске опере, где је свирао до 1914, често под вођством Густава Малера. Малер је обично давао Шмиту да свира све соло деонице за виолончело, иако је Фридрих Буксбаум био главни виолончелиста. Шмит је био тражен и као камерни музичар. Шмит и Арнолд Шенберг одржали су срдачне односе упркос огромним разликама у музичким погледима и стилу. Такође бриљантан пијаниста, Шмит је 1914. године преузео место професора клавира на Бечком конзерваторијуму, који је тада преименован у Царску академију за музику и сценске уметности.  Године 1925. постао је директор Академије, а од 1927. до 1931. њен ректор.
Као наставник клавира, виолончела, контрапункта и композиције на Академији, Шмит је обучавао бројне инструменталисте, диригенте и композиторе који су касније стекли славу. Међу његовим најпознатијим ученицима били су пијанисти Фридрих Вирер и Алфред Розе. Међу композиторима су били Валтер Брихт, Теодор Бергер, Марсел Рубин, Алфред Ул и Људовит Рајтер. Од награда и одликовања, добио је, између осталих, Орден Франца Јозефа и почасни докторат Универзитета у Бечу.

## Приватан живот
Шмитов приватни живот био је у потпуној супротности са успехом његове професионалне каријере. Његова прва жена, Каролина Персин (око 1880–1943), затворена је у бечку душевну болницу Ам Штајнхоф 1919. године, а три године након његове смрти убијена је у оквиру нацистичког програма еутаназије (1942). Њихова ћерка Ема Шмит Холцшу (1902–1932, удата 1929) умрла је неочекивано након рођења свог првог детета. Шмит је након тога доживео духовни и физички слом. Тек у својој Четвртој симфонији из 1933. (коју је насловио „Реквијем за моју ћерку“) и, посебно, у свом ораторијуму Књига са седам печата опоравио се душевно и уметнички. Његов други брак 1923. године, са успешном младом студенткињом клавира Маргарет Јирасек (1891–1964), по први пут је донео потребну стабилност у приватни живот уметника, кога су већ мучили многи озбиљни здравствени проблеми.
Шмитово погоршање здравља приморало га је да се повуче са Академије почетком 1937. У последњој години његовог живота, Аустрију је Аншлус увео у немачки Рајх, а Шмита су нацистичке власти прославиле као "највећег живог композитора Остмарка" (пежоративни термин за Аустрију којим су се служили пангерманисти). Добио је налог да напише кантату под насловом Немачко васкрсење, што су после 1945. године, многи схватили као разлог да га означе као нацистичког симпатизера.
Франц Шмит је преминуо 11. фебруара 1939. Сахрањен је у Средишњем бечком гробљу.

## Музичка дела
Као композитор, Шмит се споро развијао, али је његова репутација, барем у Аустрији, имала сталан раст од касних 1890-их до његове смрти 1939. године. У својој музици, Шмит је наставио да развија бечке класично-романтичарске традиције које је наследио од Шуберта, Брамса и Брукнера. Такође преноси и „цигански“ стил Листа и Брамса. Његова дела су монументалне форме и чврстог тоналног језика, иако су често иновативна у свом дизајну и јасно отворена за неке од нових дешавања у музичкој синтакси коју су покренули Малер и Шенберг. Иако Шмит није писао много камерне музике, оно што је написао, по мишљењу критичара као што је Вилхелм Алтман, било је важно и квалитетно. Иако Шмитова оргуљашка дела могу да подсећају на друга из тог доба у смислу дужине, сложености и тежине, она су окренута ка будућности како би била осмишљена за мање и јасније инструменте. Шмит је радио углавном на великим пројектима, укључујући четири симфоније (1899, 1913, 1928 и 1933) и две опере: Нотр Дам (1904–6) и Фредигундис (1916–21).

### Шмитове симфоније
Шмит се генерално сматра конзервативним композитором, али ритмичка суптилност и хармонијска сложеност већег дела његове музике то оповргавају. Његова музика комбинује поштовање према аустро-немачкој линији компоновања са иновацијама у хармонији и оркестрацији (показујући свест о стваралаштву композитора као што су Дебиси и Равел, чијој се клавирској музици веома дивио), заједно са познавањем новијих композитора из његовог немачког говорног подручја, као што су Шенберг, Берг, Хиндемит, итд.
- Симфонија бр. 1 у Е-дуру .
Написана 1896. када је Шмит имао 22 године. Скерцо (који показује зрелу апсорпцију Брукнера и Рихарда Штрауса) је посебно вредан пажње, док Шмит демонстрира своје контрапунктне вештине у Финалу.
- Симфонија бр. 2 у Е-дуру .
Написана 1913. стилом који подсећа на Штрауса и Регера, са омажом грандиозности Брукнера. Ово је Шмитова најдужа симфонија и у њој ради огроман оркестар. Централни став (од три) је генијалан скуп варијација, које су груписане да сугеришу ликове спорог покрета и скерца.
- Симфонија бр. 3 у А-дуру .
Сунчано, мелодично дело у духу Шуберта (иако његов лиризам и врхунска оркестрација умногоме прикривају чињеницу да је то једно од хармонично најнапреднијих Шмитових дела).
- Симфонија бр. 4 у Ц-дуру .
Написана 1933. године, она је најпознатије дело у Шмитовом целокупном опусу. Композитор га је назвао "Реквијем за моју ћерку". Почиње дугом мелодијом од 23 такта на соло труби без пратње (која се враћа на крају симфоније, „преображена“ свим оним што је интервенисало). Адађо је огромна АБА тројна структура. Први А је експанзивна тренодија на соло виолончелу чији је беспрекорни лиризам претходио Штраусовом Метаморфозену више од једне деценије; Б део је подједнако експанзиван погребни марш (који се у својој текстури непогрешиво позива на Марцију Фунебре из Бетовенове Ероике) чији је драматични врхунац обележен оркестарским крешендом који кулминира ударцем гонга и чинела[5] (опет, јасна алузија на сличне врхунце касније Брукнерове симфоније, а затим следи оно што је Харолд Траскот описао као „обрнути врхунац”, који води назад до понављања А одељка).

## Шмит и нацизам
Шмитову премијеру Књиге са седам печата увелико су искористили нацисти непосредно пре Аншлуса. Шмит је виђен како даје нацистички поздрав (према извештају Георга Тинтнера). Шмитов диригент Освалд Кабаста је био ентузијастичан нациста који је, након што му је било забрањено да диригује 1946. током денацификације, извршио самоубиство. Ове чињенице дуго су ставиле Шмитову постхумну репутацију у запећак. Његов доживотни пријатељ и колега Оскар Адлер, који је побегао од нациста 1938. године, написао је касније да Шмит никада није био нациста и никада антисемит, али да је био изузетно наиван у политици. Исто је тврдио и Ханс Келер. Што се тиче Шмитове политичке наивности, Михаел Штајнберг, у својој књизи Симфонија, говори о томе како је Шмит препоручио Варијације на хебрејску тему свог ученика Израела Брандмана музичкој групи повезаној са протонацистичком Немачком националном партијом. Већина главних Шмитових пријатеља из света музике били су Јевреји, и они су имали користи од његове великодушности.
Шмитово последње наведено дело, кантата Немачко васкрсење, компонована је према нацистичком тексту. Као један од најпознатијих живих аустријских композитора, Шмит је био добро познат Хитлеру, па је тако добио ову наруџбу након Аншлуса. Шмит је оставио дело недовршено, да би га касније довршио Роберт Вагнер. Већ озбиљно болестан, Шмит је уместо ове кантате радио на другим композицијама као што су Квинтет у А-дуру за клавир, кларинет и гудачки трио, намењен Паулу Витгенштајну. Шмитов неуспех да заврши кантату је вероватно додатни показатељ да није био посвећен нацистичком циљу.
У издању часописа Д Мјузикал Квортерли (енгл. The Musical Quarterly) из 1996. године, Питер Лаки је тврдио да је Шмит био погрешно довођен у везу са нацизмом, док се Леон Ботштајн с тим није сложио.